# Лонжкур-ан-Плен
Лонжку́р-ан-Плен (фр. Longecourt-en-Plaine) — коммуна во Франции, находится в регионе Бургундия. Департамент коммуны — Кот-д’Ор. Входит в состав кантона Женли. Округ коммуны — Дижон.
Код INSEE коммуны — 21353.

## Население
Население коммуны на 2010 год составляло 1241 человек.
| 1962 | 1968 | 1975 | 1982 | 1990 | 1999 | 2010 |
| ---- | ---- | ---- | ---- | ---- | ---- | ---- |
| 560  | 582  | 562  | 713  | 1023 | 1191 | 1241 |

## Экономика
В 2010 году среди 861 человека трудоспособного возраста (15—64 лет) 655 были экономически активными, 206 — неактивными (показатель активности — 76,1 %, в 1999 году было 73,0 %). Из 655 активных жителей работали 600 человек (322 мужчины и 278 женщин), безработных было 55 (24 мужчины и 31 женщина). Среди 206 неактивных 83 человека были учениками или студентами, 80 — пенсионерами, 43 были неактивными по другим причинам.